# NGC 1796B/2
NGC 1796B/2 је спирална галаксија у сазвежђу Златна риба која се налази на NGC листи објеката дубоког неба.
Деклинација објекта је - 61° 11' 37" а ректасцензија 5h 7m 55,8s. Привидна величина (магнитуда) објекта NGC 1796 износи 15,7 а фотографска магнитуда 16,5. NGC 1796B2 је још познат и под ознакама ESO 119-37A, PGC 16789.